# Luca Cereda
Luca Cereda (Bellinzona, 7 settembre 1981) è un allenatore di hockey su ghiaccio ed ex hockeista su ghiaccio svizzero che allena, dalla stagione 2017-2018, la compagine di LNA dell'HC Ambrì Piotta.

## Carriera
Fu selezionato come ventiquattresima scelta assoluta dai Toronto Maple Leafs nel NHL Entry Draft 1999. Luca Cereda ha giocato la sua ultima stagione con la maglia del HCAP nel 2007, ritirandosi poi per motivi di salute. Non ha abbandonato l'hockey ma è rimasto nel Club HCAP diventando assistente allenatore nella stagione 2008-09.
Dal 2017 è l'allenatore ufficiale dell' HCAP. È l'allenatore attualmente che siede da più tempo su una panchina di NL.

## Statistiche
Statistiche aggiornate ad agosto 2011.

### Giocatore

#### Club
| Stagione  | Squadra                | Stagione regolare | Stagione regolare | Stagione regolare | Stagione regolare | Stagione regolare | Stagione regolare | Playoff | Playoff | Playoff | Playoff | Playoff |
| Stagione  | Squadra                | Lega              | P                 | G                 | A                 | Pt                | PIM               | P       | G       | A       | Pt      | PIM     |
| --------- | ---------------------- | ----------------- | ----------------- | ----------------- | ----------------- | ----------------- | ----------------- | ------- | ------- | ------- | ------- | ------- |
| 1996-1997 | Ambrì-Piotta U20       | Elite Jr. A       | 35                | 13                | 8                 | 21                | -                 |         |         |         |         |         |
| 1997-1998 | Ambrì-Piotta U20       | Elite Jr. A       | 28                | 17                | 27                | 44                | 24                |         |         |         |         |         |
| 1998-1999 | Ambrì-Piotta           | NLA               | 38                | 6                 | 10                | 16                | 8                 |         |         |         |         |         |
|           | Ambrì-Piotta U20       | Elite Jr. A       | 3                 | 4                 | 3                 | 7                 | 20                |         |         |         |         |         |
| 1999-2000 | Ambrì-Piotta           | NLA               | 43                | 1                 | 5                 | 6                 | 14                |         |         |         |         |         |
| 2001-2002 | St. John's Maple Leafs | AHL               | 71                | 5                 | 8                 | 13                | 23                |         |         |         |         |         |
| 2002-2003 | St. John's Maple Leafs | AHL               | 78                | 7                 | 18                | 25                | 26                |         |         |         |         |         |
| 2003-2004 | St. John's Maple Leafs | AHL               | 22                | 0                 | 2                 | 2                 | 8                 |         |         |         |         |         |
|           | Bern                   | NLA               | 9                 | 1                 | 3                 | 4                 | 22                |         |         |         |         |         |
| 2004-2005 | Bern                   | NLA               | 37                | 1                 | 1                 | 2                 | 2                 |         |         |         |         |         |
| 2005-2006 | Ambrì-Piotta           | NLA               | 42                | 6                 | 16                | 22                | 51                |         |         |         |         |         |
| 2006-2007 | Ambrì-Piotta           | NLA               | 30                | 3                 | 14                | 17                | 26                |         |         |         |         |         |

#### Nazionale
| Stagione  | Livello         | Risultati    | Risultati | Risultati | Risultati | Risultati | Risultati |
| Stagione  | Livello         | Competizione | P         | G         | A         | Pt        | PIM       |
| --------- | --------------- | ------------ | --------- | --------- | --------- | --------- | --------- |
| 1997-1998 | Switzerland U18 | EJC-18       | 6         | 1         | 1         | 2         | 4         |
| 1998-1999 | Switzerland U18 | WJC-18       | 7         | 2         | 8         | 10        | 10        |
|           | Switzerland U20 | WJC-20       | 6         | 1         | 0         | 1         | 10        |
| 1999-2000 | Switzerland U20 | WJC-20       | 7         | 2         | 4         | 6         | 14        |
| 2002-2003 | Switzerland     | WC           | 7         | 0         | 2         | 2         | 2         |
| 2003-2004 | Switzerland     | WC           | 5         | 0         | 0         | 0         | 2         |

### Allenatore

#### Club
| Stagione  | Squadra          | Lega        | Ruolo       | Note |
| --------- | ---------------- | ----------- | ----------- | ---- |
| 2008-2009 | Ambrì-Piotta     | NLA         | Asst. Coach |      |
| 2009-2010 | Ambrì-Piotta     | NLA         | Asst. Coach |      |
| 2010-2011 | Ambrì-Piotta     | NLA         | Asst. Coach |      |
|           | Ambrì-Piotta U20 | Elite Jr. A | Head Coach  |      |

#### Nazionale
| Stagione  | Squadra               | Competizione     | Ruolo       | Note |
| --------- | --------------------- | ---------------- | ----------- | ---- |
| 2010-2011 | Switzerland U16 (all) | International    | Asst. Coach |      |
| 2011-2012 | Switzerland U17 (all) | International-Jr | Asst. Coach |      |

## Palmarès

### Giocatore

#### Club
- Campionato svizzero: 1

Berna: 2003-04
Continental Cup: 2
Ambrì: 1999 2000
Supercoppa Europea: 1
Ambrì: 1999

#### Individuale
- Campionato del mondo U-18:

1999: Most Assists (8)

### Allenatore
- Coppa Spengler: 1

Ambrì-Piotta: 2022
- 1. Lega: 1

Chiasso/Biasca: 2015-16